# Hurschid Pascha

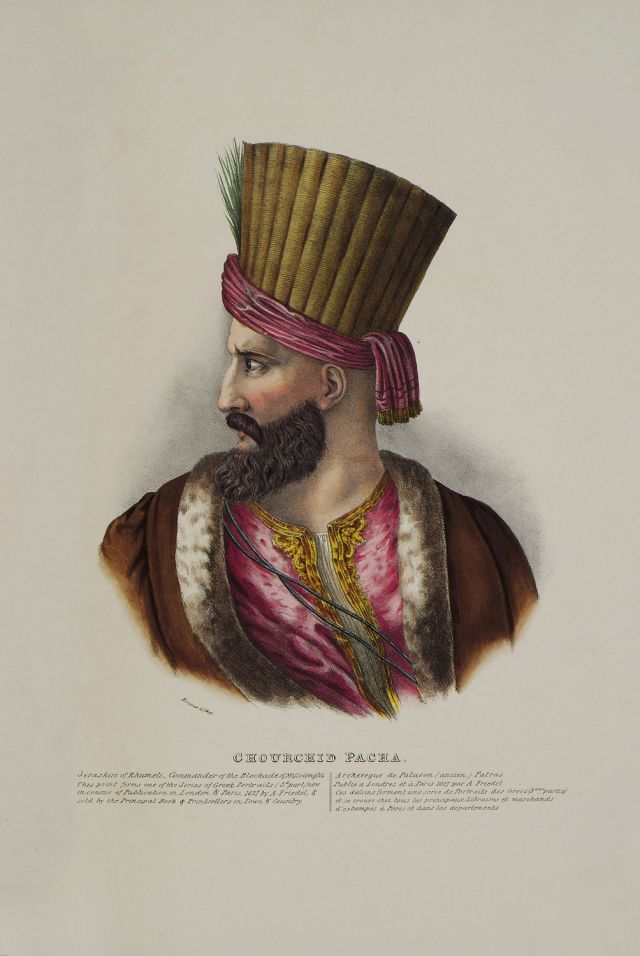
Adam Friedel, Porträt von Hurschid Pascha (1832)

Hurschid Ahmed Pascha, auch Khurschid Pascha, (türkisch Hurşid Ahmed Paşa, arabisch خورشيد أحمد پاشا; * im 18. Jahrhundert; † 19. November 1822 in Larisa) war ein osmanischer General und Großwesir des Osmanischen Reiches.

## Leben

### Herkunft und Jugend
Hurschid Ahmed Pascha wurde im Kaukasus als Sohn georgisch-stämmiger Eltern geboren. In seiner Jugend wurde er nach Konstantinopel gebracht, musste zum Islam konvertieren und trat den Janitscharen bei. Dort errang er die Gunst von Sultan Mahmud II. und bekleidete hohe Positionen.

### Ägypten (1801–1805)

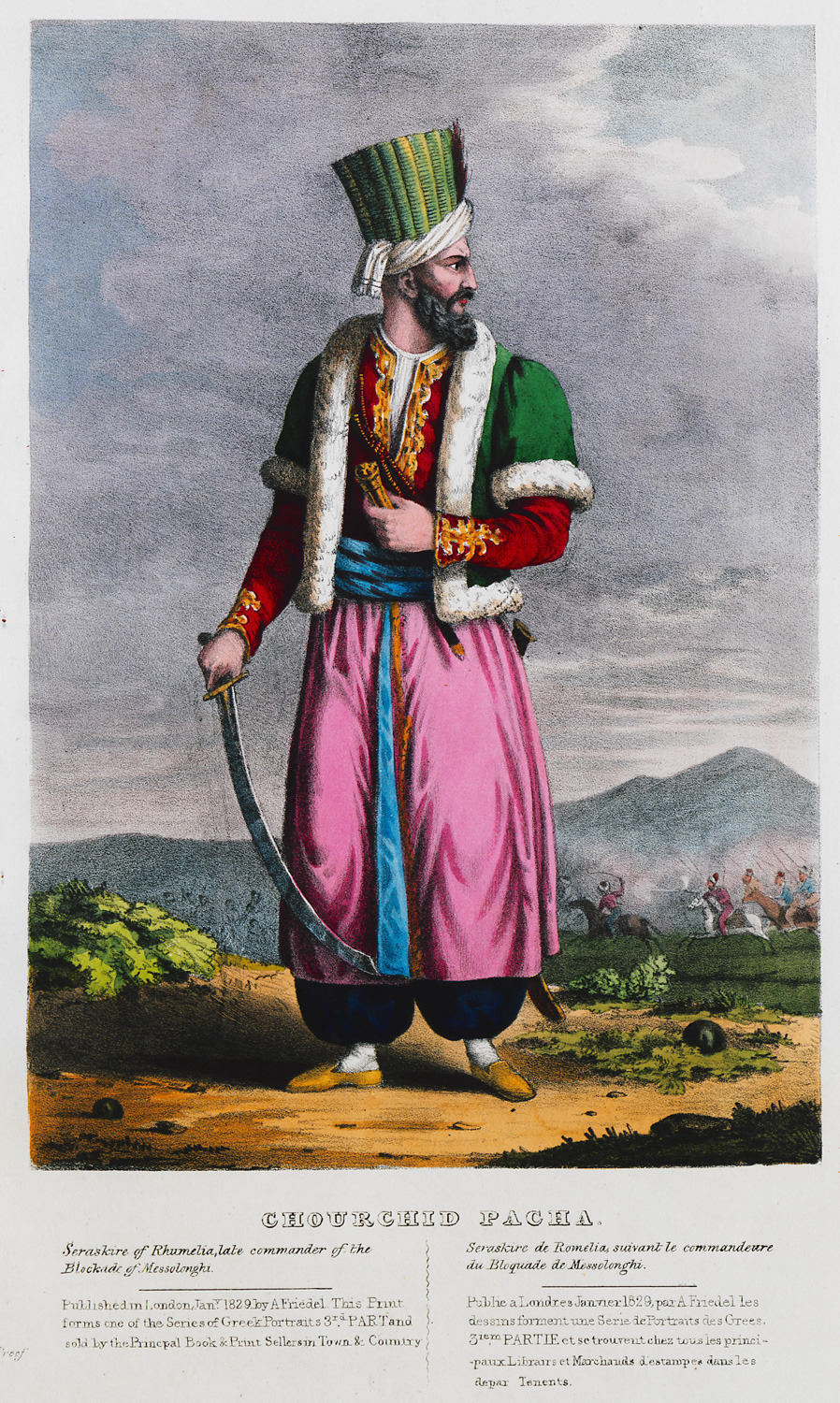
Druck von Adam Friedel

Nach dem Einmarsch des französischen Expeditionsheeres in Ägypten wurde Hurschid Pascha 1801 Gouverneur von Alexandria. Im Jahr 1804 wurde er auf Wunsch des einflussreichen Gouverneurs von Dschidda Muhammad Ali Pascha, der faktisch große Gebiete in Ägypten unter seiner Kontrolle hatte, zum osmanischen Wālī von ganz Ägypten ernannt. Doch Hurschid Pascha war bald bei der Bevölkerung unbeliebt, weil er hohe Steuern zur Unterhaltung seines Heeres forderte. Muhammad Ali wandte sich gegen Hurschid Pascha. Der versuchte mit Hilfe der Verbündeten aus dem Vereinigten Königreich, Muhammad Ali und seine albanischen Truppen aus Ägypten zu verjagen und brachte die osmanischen Deli-Truppen, eine leichte Kavallerie-Einheit, aus dem osmanischen Syrien nach Ägypten. Doch Muhammad Ali konnte die Delis auf seine Seite ziehen und ernannte sich nach dem Aufstand der muslimischen Gemeinde in Kairo und deren Anführern im Mai 1805 selbst zum Gouverneur. Hurschid weigerte sich, das Amt abzugeben, zog sich mit seinen Truppen in die Stadtzitadelle zurück und verbarrikadierte sich dort, bis das Dekret des Sultans eintraf, das Muhammad Ali zu Ägyptens osmanischem Gouverneur machte.

### Rumelien
Im Jahr 1808 diente Hurschid Pascha als Gouverneur in Rumelien.

### Unterdrückung der serbischen Revolution
Im Jahr 1804 hatte sich Serbien gegen die fast 300 Jahre währende Herrschaft der Osmanen auf dem Balkan erhoben. Im März 1809 wurde Hurschid Pascha in den Sandschak Smederevo entsandt, um den ersten serbischen Aufstand unter der Führung von Karađorđe niederzuschlagen.
Am 5. September 1812 wurde er zum Großwesir ernannt und blieb bis 1. April 1815 im Amt. Er blieb als Oberbefehlshaber im Feldzug in Serbien und beendete den Aufstand, nachdem er im Oktober 1813 Belgrad zurückerobert hatte. Im selben Jahr wurde er Gouverneur des Eyâlet Bosnien und schlug in dieser Funktion auch den zweiten serbischer Aufstand unter Führung von Miloš Obrenović nieder.

### Unterdrückung von Ali Paschas Revolte und der griechischen Revolution
Im November 1820 wurde er zum Gouverneur des Eyâlet Morea auf der Peloponnes mit Sitz in Tripoli und Kommandeur (Serasker) des Feldzuges gegen den rebellierenden Tepedelenli Ali Pascha in Yanya, der über Teile Griechenlands herrschte und sich mit der griechischen Unabhängigkeitsbewegung verbündet hatte. Bevor Hurschid Pascha jedoch nach Yanya aufbrach, kamen Gerüchte über einen möglichen Aufstand unter den Griechen von Morea auf. Seine Befürchtungen wurden jedoch zerstreut, als ihn am 8. November 1820 eine Versammlung griechischer Persönlichkeiten in Tripoli besuchte. So verließ er am 6. Januar 1821 die Stadt in Richtung Norden und ließ seine Schatzkammer und seinen Harem zurück, während sein Stellvertreter (kaimakam) Mehmed Salih mit einer Streitmacht von 1.000 Albanern die Ordnung aufrechterhielt. Doch nur wenige Monate später, als die osmanischen Armeen Yanya belagerten, begannen die ersten Aufstände des griechischen Unabhängigkeitskrieges.
Hurschid Pascha informierte sofort den Sultan über die Ereignisse, wartete allerdings nicht dessen Antwort ab und sandte Omer Vryonis and Köşe Mehmed Pascha aus, um die Aufstände zuerst in Mittelgriechenland und dann auf der Peloponnes niederzuschlagen. Gleichzeitig entsandte er seinen Stabschef Mustafa Bey mit 3.000 Mann, um die Garnison von Tripoli zu verstärken. Hurschid selbst blieb in Yanya, um die Belagerung fortzuführen. Trotz seiner schnellen Reaktion scheiterten seine Pläne letztendlich: Vryonis und Köşe Mehmed Pascha konnten den Aufstand in Mittelgriechenland nicht unterdrücken, während die Truppen von Mustafa Bey nicht ausreichten, um Tripoli zu retten, das nach längerer Zeit der Belagerung am 23. September 1821 unter Theodoros Kolokotronis an die Griechen fiel.
Trotz eines Massakers an den muslimischen Einwohnern wurden Hurschids Harem und ein Teil seines Besitzes gerettet. Schließlich konnte Hurschid Pascha im Januar 1822 Ali Pascha durch einen Verrat töten und sandte seinen abgetrennten Kopf an den Sultan. Anschließend stellte er eine Armee von 80.000 Mann zusammen und wollte damit den griechischen Aufstand endgültig niederschlagen. Doch seine politischen Gegner in Konstantinopel, die über den Ruhm und die Macht, die er erlangt hatte, in Sorge waren, beschuldigten ihn nun, einen großen Teil von Alis Schatz unterschlagen zu haben. Hurschid hatte 40 Millionen Piaster an den Sultan geschickt, während die Minister des Sultans Alis Vermögen auf über 500 Millionen Piaster taxierten. Als sie ihn baten, ihnen einen detaillierten Bericht zu senden, antwortete der beleidigte Hurschid nicht. Kurz darauf wurde er wegen Unterschlagung denunziert und fiel in Ungnade. Er wurde aus allen Ämtern entlassen und von Mahmud Dramali Pascha als Serasker und Vali ersetzt. Hurschid wurde befohlen, in Larisa zu bleiben, um sich um die Versorgung von Dramalis Armee zu kümmern.
Als in Konstantinopel die Nachricht vom Scheitern von Dramalis Feldzug gegen die aufständischen Griechen in Dervenakia eintraf, befahl der Sultan Hurschid, die Angelegenheit selbst in die Hand zu nehmen und zu retten, was er könne. Seine Gegner intrigierten jedoch weiterhin gegen ihn und es wurden Agenten geschickt, um ihn zu töten. Obwohl er über die Bedrohung seiner Person informiert wurde, reagierte Hurschid nicht. Stattdessen beging er Selbstmord, indem er am 30. November 1822 Gift nahm.